# Claudia Kade
Claudia Kade (* 1972 in Hamburg) ist eine deutsche Journalistin. Sie ist Ressortleiterin Politik bei der Tageszeitung Die Welt.

## Leben und Wirken
Kade machte 1991 ihr Abitur und studierte anschließend Journalistik und Volkswirtschaftslehre in Dortmund. Sie war von 1994 bis 1999 als freie Mitarbeiterin beim ZDF in Mainz tätig. Dort arbeitete sie für die heute-Nachrichtenredaktion und das Magazin Frontal. Von 1999 bis 2008 war sie als Korrespondentin der Nachrichtenagentur Reuters in Berlin tätig. Ab 2005 lag ihr journalistischer Fokus auf den Vorgängen im Kanzleramt und in der CDU/CSU. Ab 2008 war sie mit demselben Schwerpunkt für die Financial Times Deutschland tätig. Nach deren Einstellung 2012 wurde Kade im Politikressort von Welt/Welt am Sonntag eingestellt. Seit 2017 ist sie Leiterin des Politikressorts der Welt.
Kade ist regelmäßig Gast in Talkshows wie phoenix nachgefragt, Markus Lanz, Anne Will, Maybrit Illner, hart aber fair und ZDF-Morgenmagazin. Sie gehört seit 2016 zum festen Stamm bei Thadeusz und die Beobachter (in Nachfolge von Ulrike Demmer).
Außerdem analysiert sie die Hochrechnungen für die Bundes- und Landtagswahlen bei der Spezialsendung phoenix vor ort.